# Rosedale n.º 283
Rosedale n.º 283 es un municipio rural canadiense situado en la provincia de Saskatchewan.

## Superficie
Rosedale n.º 283 tiene una superficie de 923,87 km².

## Demografía
En 2021, tenía 542 habitantes, una densidad poblacional de 0,6 hab./km², y 158 viviendas.